# گسل نهبندان
گسل نهبندان یا گسل نه از گسل‌های فعال و یکی بزرگ‌ترین گسل‌های راستا لغز راست‌بر به صورت یک پهنه گسلی در مرز خاوری بلوک لوت از سهیل‌آباد در شمال تا نصرت‌آباد در جنوب است. این گسل در برخی نقاط با مولفه فشاری یا معکوس همراه است. راستا و شیب صفحه گسله راستای چیره شمالی-جنوبی است. در داخل پهنه برشی راستا و شیب صفحه گسله‌های فرعی با امتداد شمال خاوری-جنوب باختری، شمال باختری-جنوب خاوری و حتی خاوری-باختری نیز وجود دارد.
نام این گسل از شهرستان نهبندان گرفته شده‌است. در این منطقه چند گسل کم‌وبیش موازی با روند عمومی شمالی–جنوبی وجود دارد ولی چرخش پایانه شمالی به سوی غرب و پایانه جنوبی به سمت شرق، سبب شده تا نسل‌های مختلف راندگی بر روی این سامانه امتدادلغز سوار باشند.

## ویژگی‌ها

### قدمت
سن گسل نهبندان قدیمی‌تر از دوره تریاس است. به احتمال زیاد این گسل از بازه زمان پرکامبرین فعالیت داشته‌است. شواهد بیشترین آثار فعالیت این گسل را در دوره ترشیاری نشان می‌دهد. کریستل ل دورتز و برتراند میر سن آغاز گسل نهبندان را ۵ میلیون سال پیش در نظر می‌گیرند.
قدیمی‌ترین سنگ‌های متأثر از گسل نهبندان، سنگ‌های دگرگونی پالئوزوئیک–تریاس بلوک لوت هستند و در نتیجه سن این گسل، قدیمی‌تر از تریاس است. گسل نهبندان در شکل‌گیری حوضه فلیشی و جای‌گیری پوسته اقیانوسی شرق ایران نقش اساسی داشته ولی در حال حاضر، زمین‌درز شرقی ریزقاره ایران مرکزی را تشکیل می‌دهد. دور می‌شوند. شاخه جنوب‌شرقی که جداکننده افیولیت شرق ایران از بلوک لوت است، گسل نصرت‌آباد و به شاخه جنوب‌غربی که تا شمال آتشفشان‌های بزمان ادامه دارد، گسل کهورک نامیده شده‌اند.

### شاخه‌ها
دو گسل عمده این مجموعه گسلی به نام گسل نه خاوری و گسل نه باختری نام‌گذاری شده‌اند. در ناحیه خونیکک (جنوب نهبندان) این دو گسل به یکدیگر می‌رسند و به صورت یک گسل امتدادلغز واحد، به سمت جنوب ادامه می‌یابد، ولی در ۵۰ کیلومتری شمال نصرت‌آباد، این گسل بار دیگر دو شاخه شده و به سمت جنوب از هم دور می‌شوند. شاخه جنوب‌شرقی که جداکننده افیولیت شرق ایران از بلوک لوت است، گسل نصرت‌آباد و به شاخه جنوب‌غربی که تا شمال  آتشفشان‌های بزمان ادامه دارد، گسل کهورک نامیده شده‌اند.

### طول
گسله نهبندان از دو گسله موازی به نام‌های نه خاوری (نهبندان خاوری) و نه باختری (نهبندان باختری) که ۱۰ تا ۲۰ کیلومتر از هم فاصله دارند تشکیل شده‌است. طول کلی گسله‌ها با وجود آنکه هندسه آنها پاره‌پاره بوده در حدود ۲۰۰ کیلومتر است.

## لرزه‌خیزی
بریده‌شدن رسوبات کواترنری نشانه حرکت‌های جوان این گسل است. کانون زمین‌لرزه ۱۳۰۷ خورشیدی (۱۹۲۸ میلادی) نهبندان بر روی این گسل واقع شده‌است. زمین‌لرزه و ویرانی‌های سال ۱۳۷۰ خورشیدی شهرستان نهبندان، روستای شورک، سهل‌آباد نیز از آثار حرکت گسل نهبندان بوده‌است.

### بزرگ‌ترین زمین‌لرزه‌ها
- قائن-بیرجند در سال ۱۰ مه ۱۹۹۷م. (۲۰ اردیبهشت ۱۳۷۶) به بزرگای لرزه‌شناسی ۷٫۰[۷]